# Astra 1B
Az Astra 1B luxemburgi kommunikációs műhold. A SES Astra cég második műholdja. 1991‑2006 között üzemelt. Napjainkban parkolópályán található.

## Küldetés
Elősegíteni a rádió- és televíziócsatornák kisméretű parabolaantennával történő analóg vételét, az  Astra 1A teljesítményének növelése.

## Jellemzői
Gyártotta a GE Astro Electronics (amerikai), üzemeltette a Société Européenne des Satellites-Astra (SES Astra) Európa 2. műhold üzemeltető magáncége. Szolgáltatását kibővítették Németország, Anglia és Írország területére. Társműholdja a Meteosat 5 (francia).
Megnevezései:COSPAR: 1991-015A; SATCAT kódja: 21139.
1991. március 2-án a Guyana Űrközpontból, az ELA–2 jelű indítóállványról egy Ariane–4 (44LP V42) hordozórakétával állították magas Föld körüli pályára (HEO = High-Earth Orbit). Az orbitális pályája 1461,8 perces, 7,62° hajlásszögű, Geoszinkron pálya perigeuma 36 283 kilométer, az apogeuma 36 305 kilométer volt.
Pályára állást követően, műszaki hiba miatt az analóg adásokkal több probléma volt. 2002-ben az Astra 1K-nak kellett volna felváltania az Astra 1C, Astra–1B egységeket, de műszaki okok miatt ez nem valósulhatott meg, ezért gyenge állapotban is tovább üzemeltek. 2006. július 14-én az Astra 1KR rendszerbe állásával feladatukat befejezték.
Alakja prizma, méretei 2,9 x2,3x 2,2 méter. Induló tömege 3700, műszeresen 1562 kilogramm. Szolgálati idejét 10 évre tervezték. Három tengelyesen stabilizált (Nap-Föld érzékeny) űreszköz. 16 televíziós csatorna adását biztosította Nyugat-Európa és a Kanári-szigetek részére. Telemetriai szolgáltatását antennák segítik. Információ lejátszó KU-sávos, 22 (16 aktív+6 tartalék) transzponder biztosította Európa lefedettségét. Az űreszközhöz napelemeket rögzítettek (kinyitva 24,4 méter; induláskor 3 700, üzemídő végén 2 136 W), éjszakai (földárnyék) energia ellátását újratölthető kémiai akkumulátorok biztosították. A stabilitás és a pályaelemek elősegítése érdekében (monopropilén hidrazin) gázfúvókákkal felszerelt.
2006. július 14-én kikapcsolták.

## Csatornakiosztás

### 1991
| Csatorna | Adó                   | Nyelv               | Frekvencia   | Polaritás    | Képnorma     |
| -------- | --------------------- | ------------------- | ------------ | ------------ | ------------ |
| 17       | Premiere              | német               | 11464,25 MHz | Horizontális | PAL (kódolt) |
| 18       | The Movie Channel     | angol               | 11479,00 MHz | Vertikális   | PAL (kódolt) |
| 19       | ARD 1 Plus            | német               | 11493,75 MHz | Horizontális | PAL          |
| 20       | Sky Sports            | angol               | 11508,50 MHz | Vertikális   | PAL (kódolt) |
| 21       | Tele5                 | német               | 11523,25 MHz | Horizontális | PAL          |
|          |                       |                     |              |              |              |
| 23       | Astra – Video         | angol/német-francia | 11552.75 MHz | Horizontális | PAL          |
|          |                       |                     |              |              |              |
|          |                       |                     |              |              |              |
| 26       | Astra Info            | angol/német/francia | 11597,00 MHz | Vertikális   | PAL          |
|          |                       |                     |              |              |              |
|          |                       |                     |              |              |              |
| 29       | Scansat TV 3 Dánia    | angol/dán           | 11641,25 MHz | Horizontális | D2-MAC       |
|          |                       |                     |              |              |              |
| 31       | Scansat TV 3 Norvégia | angol/norvég/svéd   | 11670,75 MHz | Horizontális | D2-MAC       |
|          |                       |                     |              |              |              |